# (6331) 1992 FZ1
(6331) 1992 FZ1 è un asteroide della fascia principale interna. Scoperto nel 1992, presenta un'orbita caratterizzata da un semiasse maggiore pari a 2,357689 UA e da un'eccentricità di 0,134344, inclinata di 7,762820° rispetto all'eclittica. Ha un diametro di 5,321 km, un periodo di rotazione di 9,333 ore e un'albedo di 0,473.
Fa parte della famiglia di asteroidi Vesta.